# Signal Seven
Signal Seven (nebo také Signal 7) je americký nezávislý film z roku 1986. Natočil jej režisér Rob Nilsson podle vlastního scénáře. Film byl věnován Johnu Cassavetesovi. Šlo o první maloformátový celovečerní film, který byl převeden do 35 mm formátu pro kinodistribuci. Ve snímku hráli Bill Ackridge, Dan Leegant, John Tidwell a další.